# Laodikeia Phrügiké
Laodikeia (Λαοδίκεια η Φρυγική) történelmi város a mai Törökország délnyugati részén, Denizli városától kb. 6 km-re északkeletre, Eskihisar és Goncali között. Egy Lükosz folyó völgye melletti kiemelkedésen települt, Hierapolisz romvárosa, Pamukkale természeti képződménye és a biblikus Kolosszai közelében.

## Története

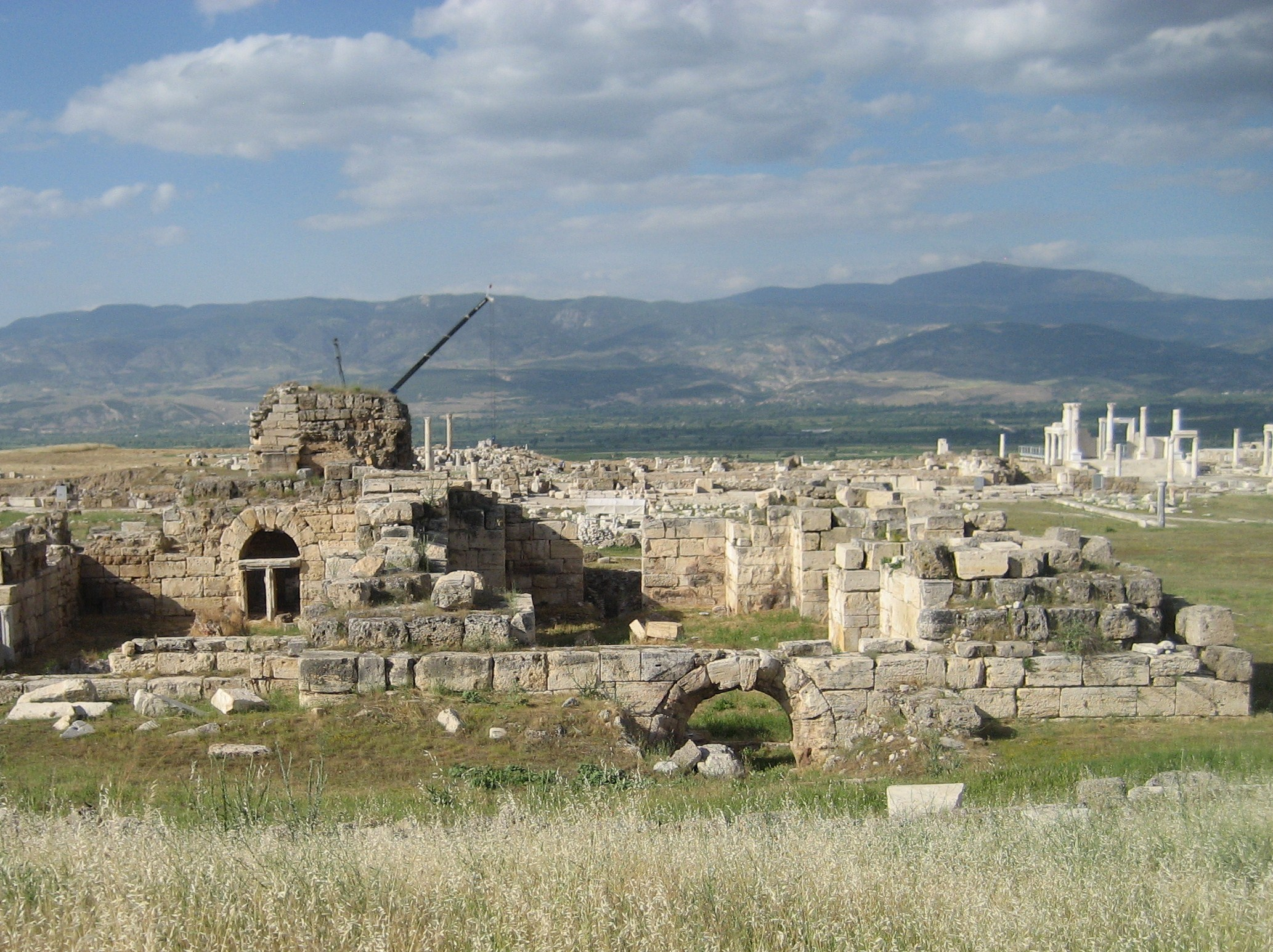
Laodikeia romjai

A város eredeti neve Dioszpolisz volt (jelentése: az istenek városa), majd Rhodasz, végül II. Antiokhosz Theosz szeleukida király Kr. e. 255 körül a feleségéről nevezte el Laodikeiának.
A római korban egy gazdag és virágzó város. Főútvonalak kereszteződésénél feküdt, és a selyemút egy ága itt haladt keresztül. Híres volt a helyben készült, kitűnő minőségű gyapjú ruházati cikkeiről. A város kereskedelméről és orvostudományáról is nevezetes volt, rendelkezett orvosiskolával, orvosai szem- és fülbetegségek specialistái voltak.
Jelentős számú zsidó lakosság élt itt, akik szabadon gyakorolták hitüket. A kereszténységet valószínűleg Epafrász, Pál apostol követője és útitársa hozta a városba, ekkor emelték az első keresztény templomot.
A laodikeiai zsinat (343-381) elitélte az angyalok imádatát mint bálványimádást.
Laodikeiát többször pusztította el földrengés - 494-ben a város szinte teljesen romba dőlt - de mindannyiszor újjáépítették. A földrengések oka ugyanaz a posztvulkáni tevékenység, ami a közeli Pamukkale meleg vizű forrásait eredményezi. A feljegyzett földrengések a következők:
- i. e. 27 – Augustus idején
- 47 – Claudius idején
- 60 – Nero idején
- 2. század – valamikor Antoninus Pius idején
- 3. század
- 3–4 század fordulója körül – Diocletianus idején
- 4. század – valamikor Valens idején
- 494 – a várost porig romboló nagy földrengés
- 6–7. század fordulója körül – Phókasz idején, ekkor a város nagy része átköltözött a mai Kaleiçi településre.

A középkori bizánci írók gyakran említik a nevét, véglegesen a török és a mongol inváziók során ürült ki a 13. század folyamán.
Laodikeia városából sok rom maradt. 2011-ben egy ókori keresztény templom romjait találták meg. Az ásatások Richard Chandler 1775-ös feltárásaival kezdődtek.

## A Bibliában
Laodikeia egészen közel feküdt Kolosszai városához. Amikor Pál apostol a Kolosszébelieknek írt, megemlítette Laodikeiát is.
A közelben lévő hőforrásokból csatornákon vezették a vizet a városba, amely mire odaért már csak langyos volt. Ezt használta jelképként a Jelenések könyve. Sem hideg, sem meleg, nem jó semmire.
A János evangélista által írt Jelenések könyvében keményen megdorgálta az Úr az itteni gyülekezetet hitbeli langyosságuk miatt. Lelkiállapotuk miatt már Pál apostol is aggódott.
Egyes Bibliamagyarázók szerint (történelmi értelmezési irányzat) Laodikeia gyülekezete egy korszakot is jelent, és az utolsó idők hívőit jellemzi.
Ezt mondod: Gazdag vagyok, és meggazdagodtam és semmire nincs szükségem; és nem tudod, hogy te vagy a nyomorult és a nyavalyás és szegény és vak és mezítelen
A hívők dicsekvésének alapja saját teljesítményük. A szép épületek, nagyszerű berendezések, tüneményes zene és énekkarok, nagy bevételek, befolyásos egyháztagok. Ezek jellemezték a korabeli Laodikeia gyülekezetét és jellemzik a ma élő hívőket is.
Szabadnak érzik magukat, a valóságban azonban Sátán nyomorult rabszolgái. Szegények, mert nem a mennyben gyűjtöttek kincseket. Vakok, mert bizonytalanul tapogatóznak a menny felé vezető úton, s ezért, mint mezítelenek, az üdvösség ruháival nem rendelkeznek.

## Galéria

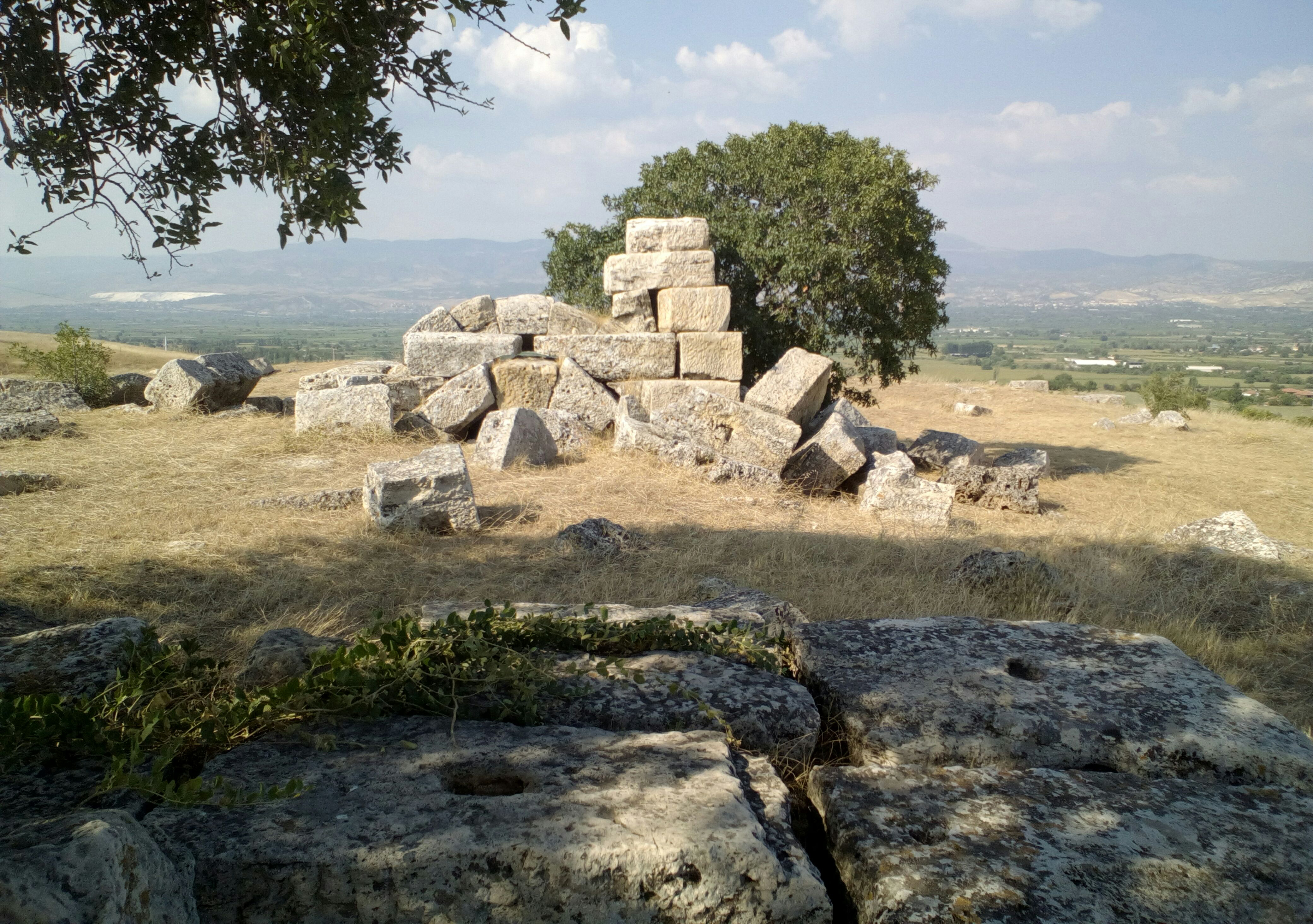
keleti fürdő
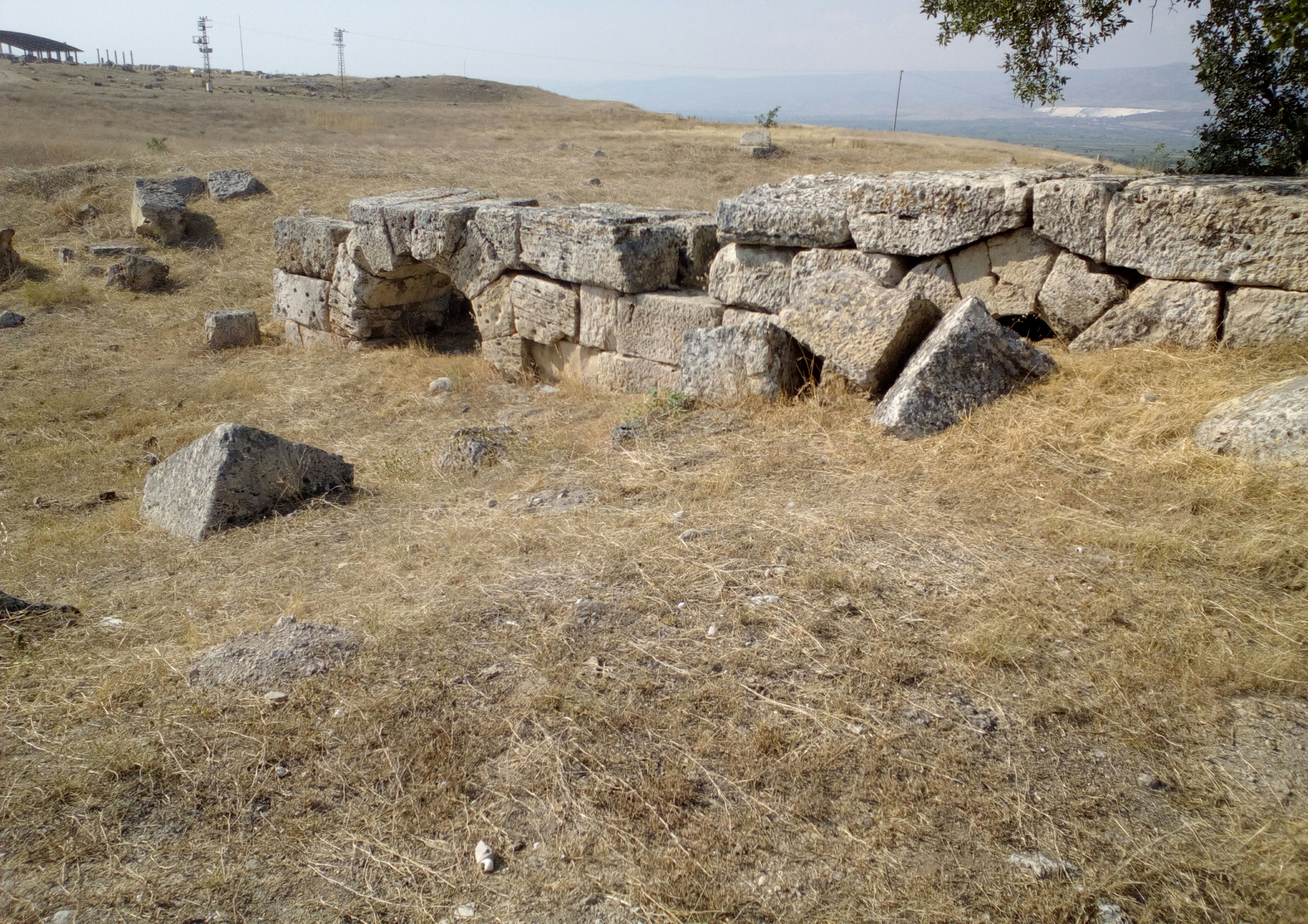
keleti fürdő
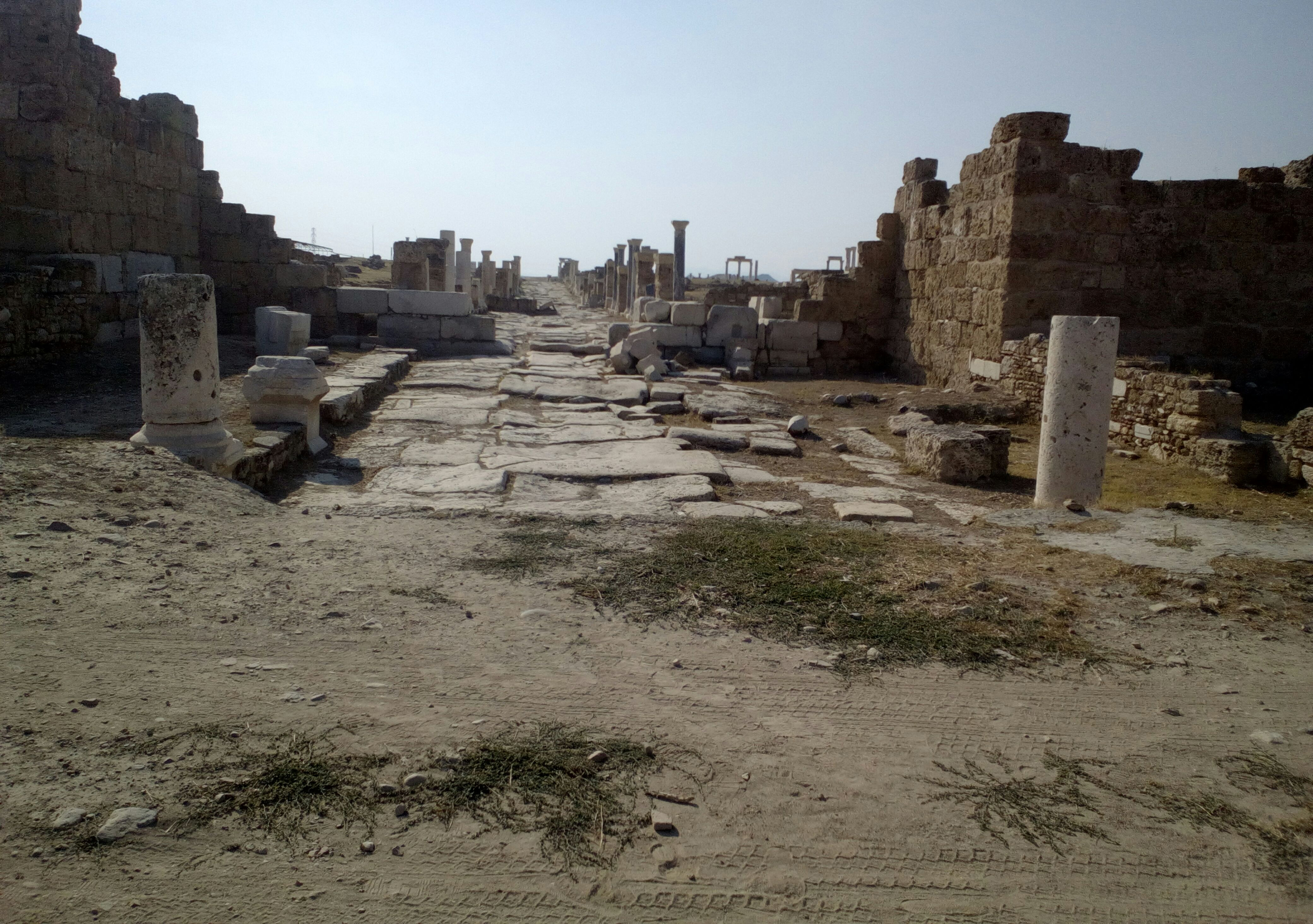
a keleti (szíriai) városkapu a szíriai út elejével
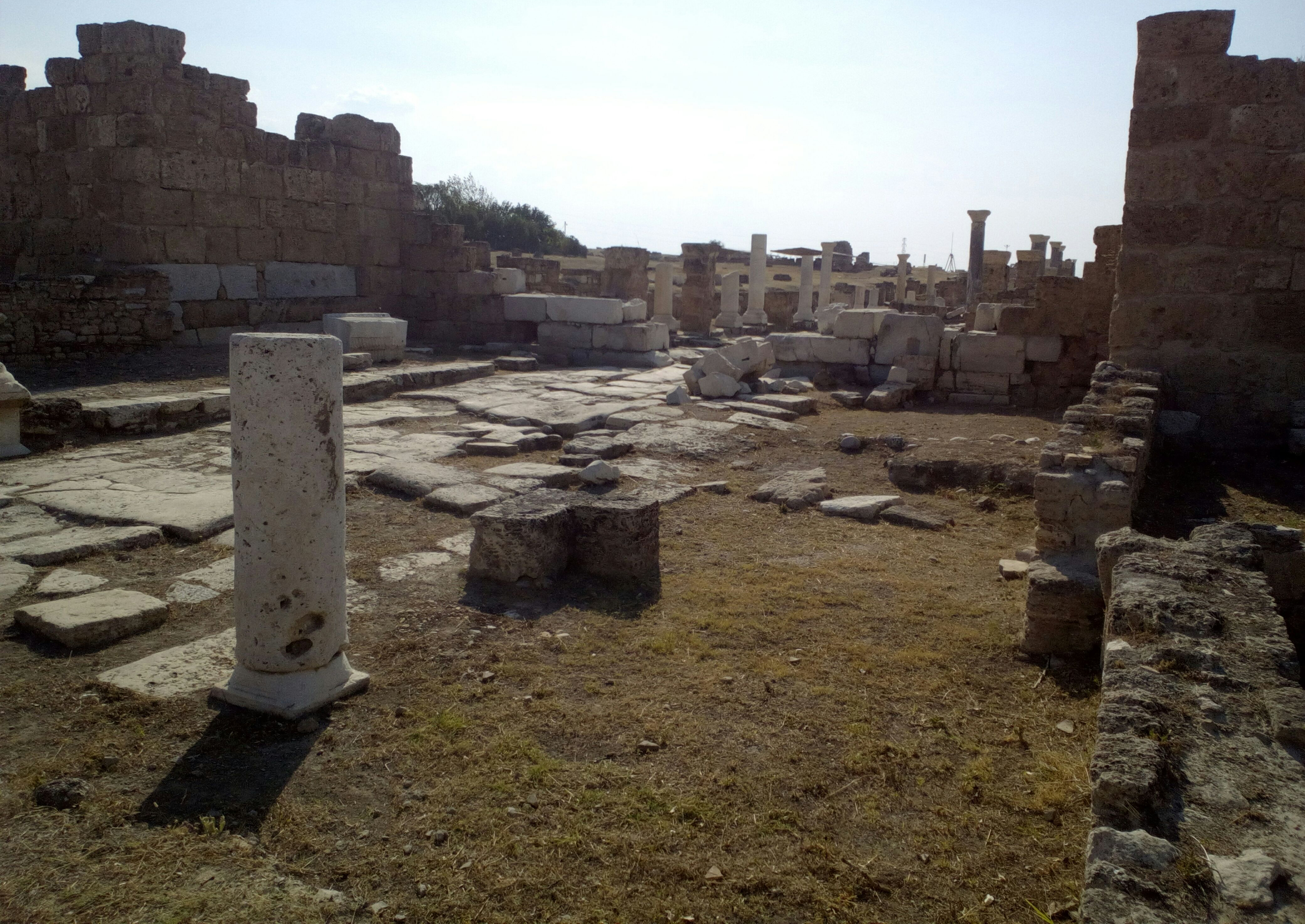
a keleti kapu északról
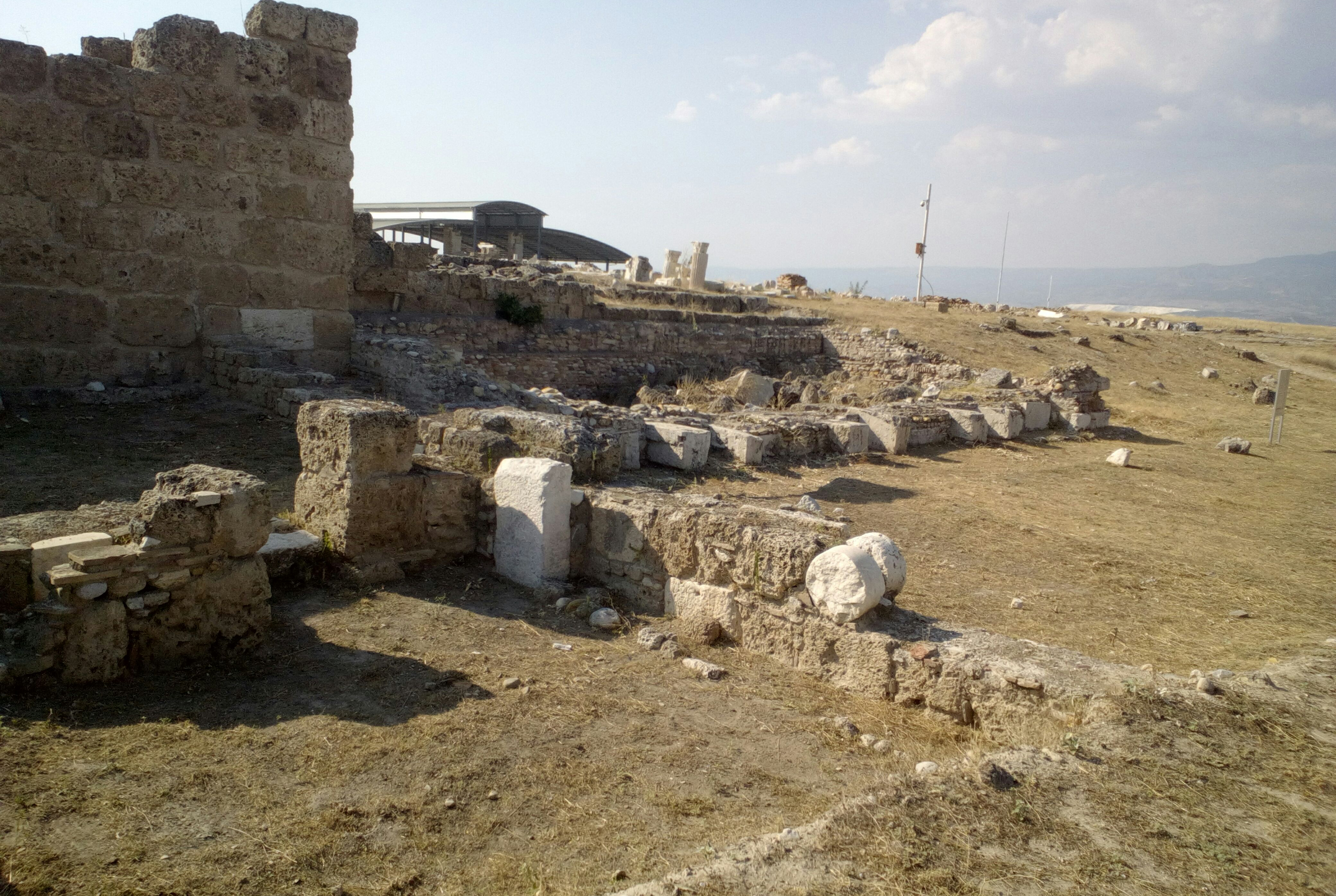
keleti nümphaion
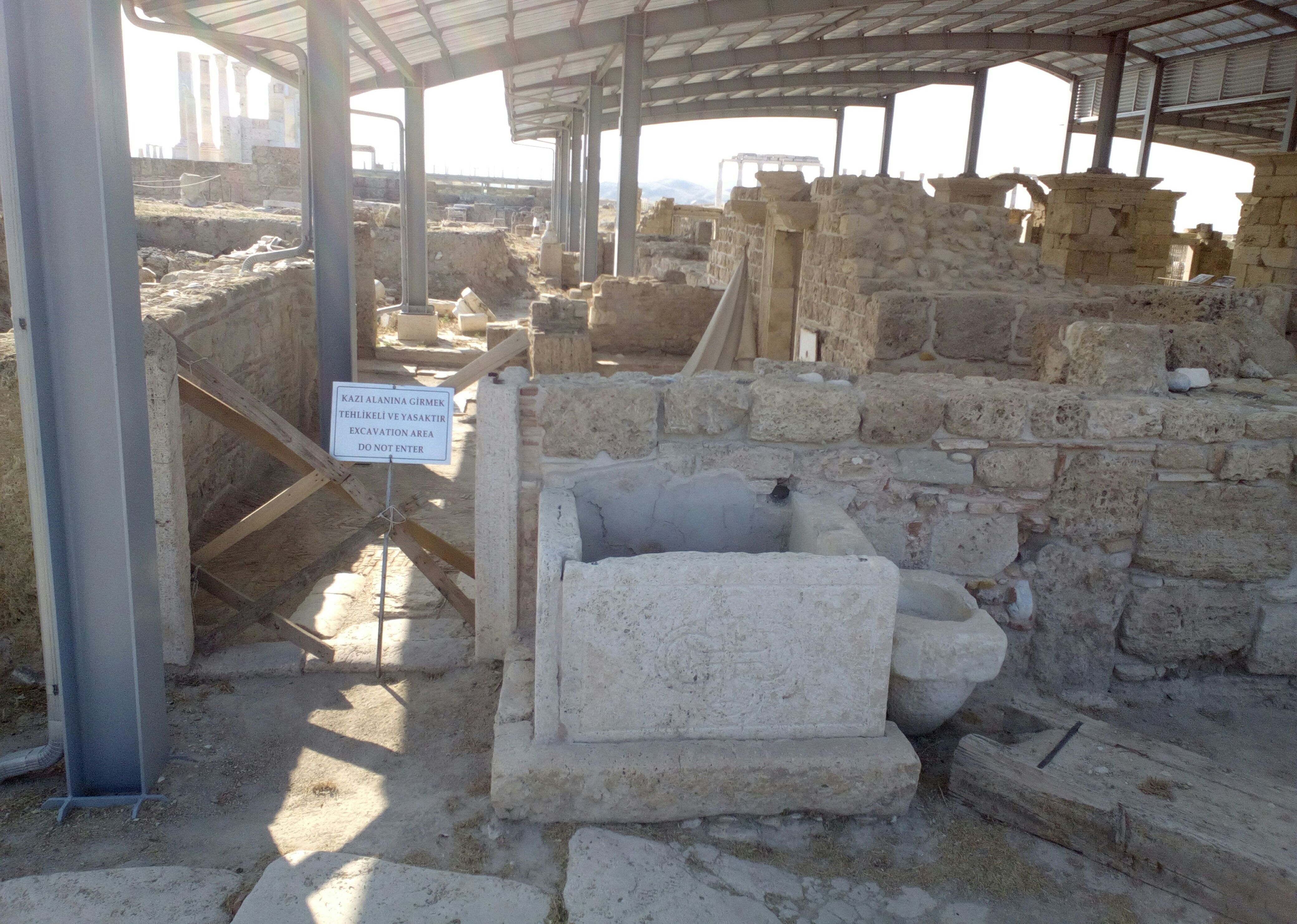
vízelosztó központ a szíriai úton
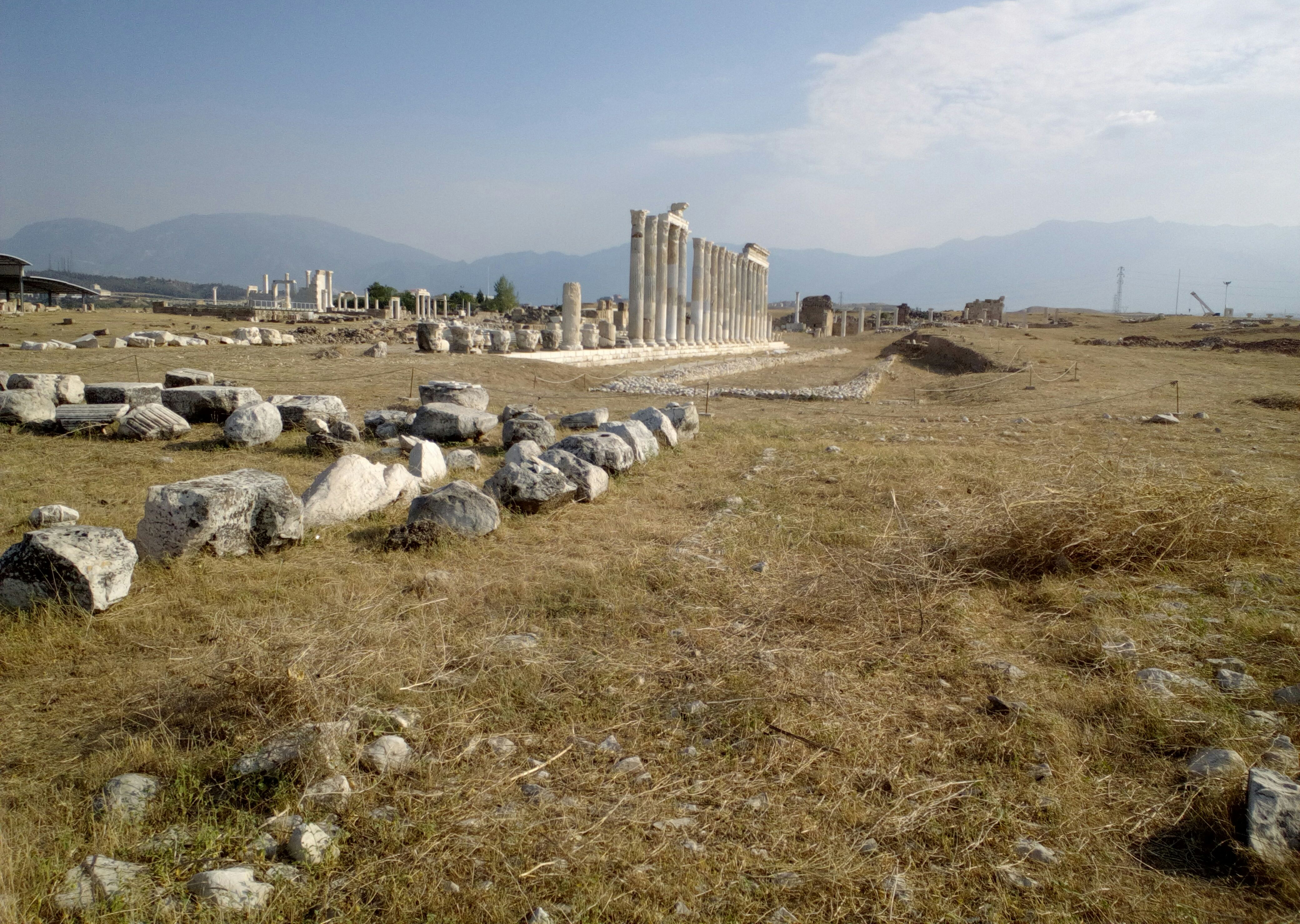
északi agóra és az oszlopsora
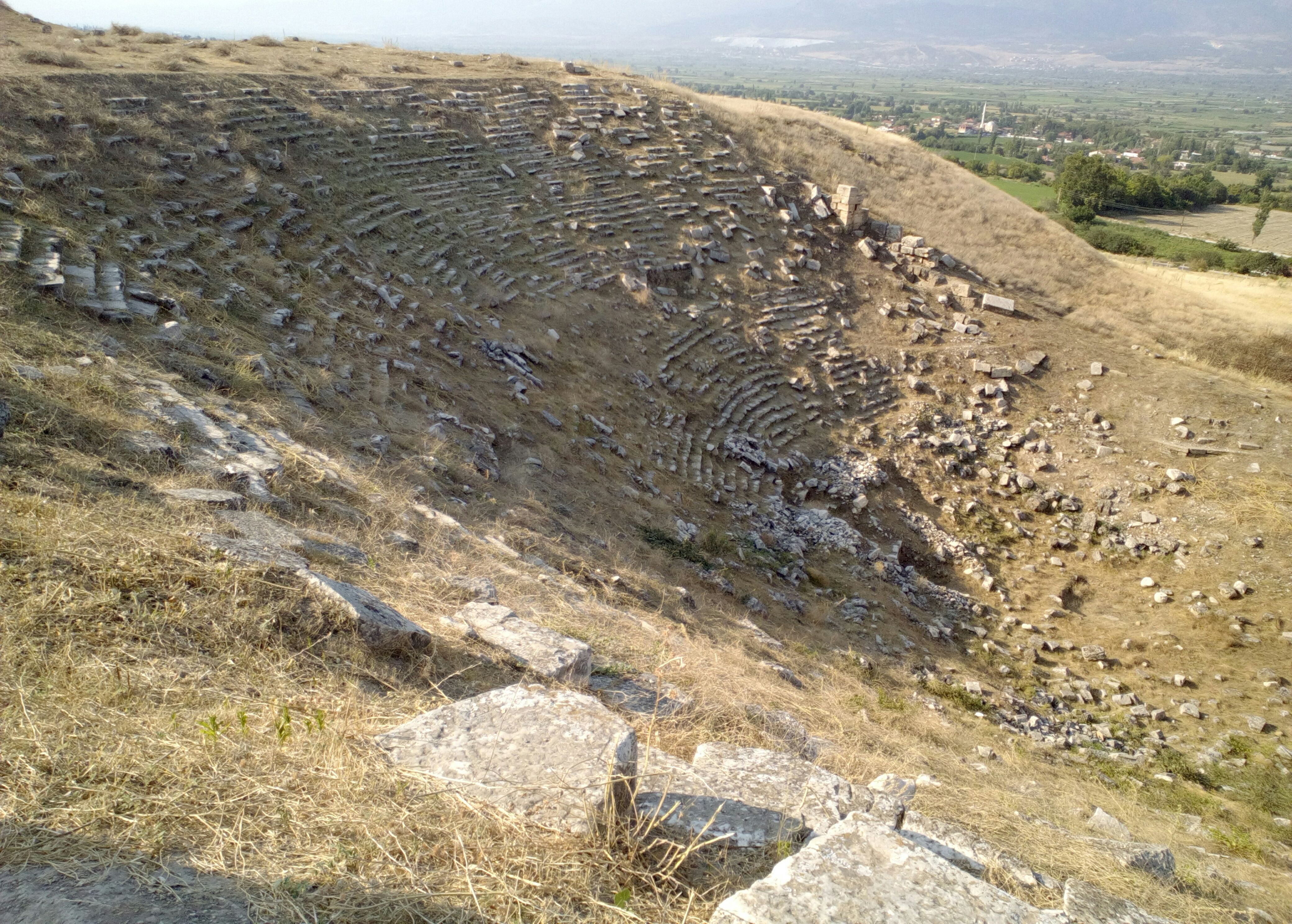
északi színház
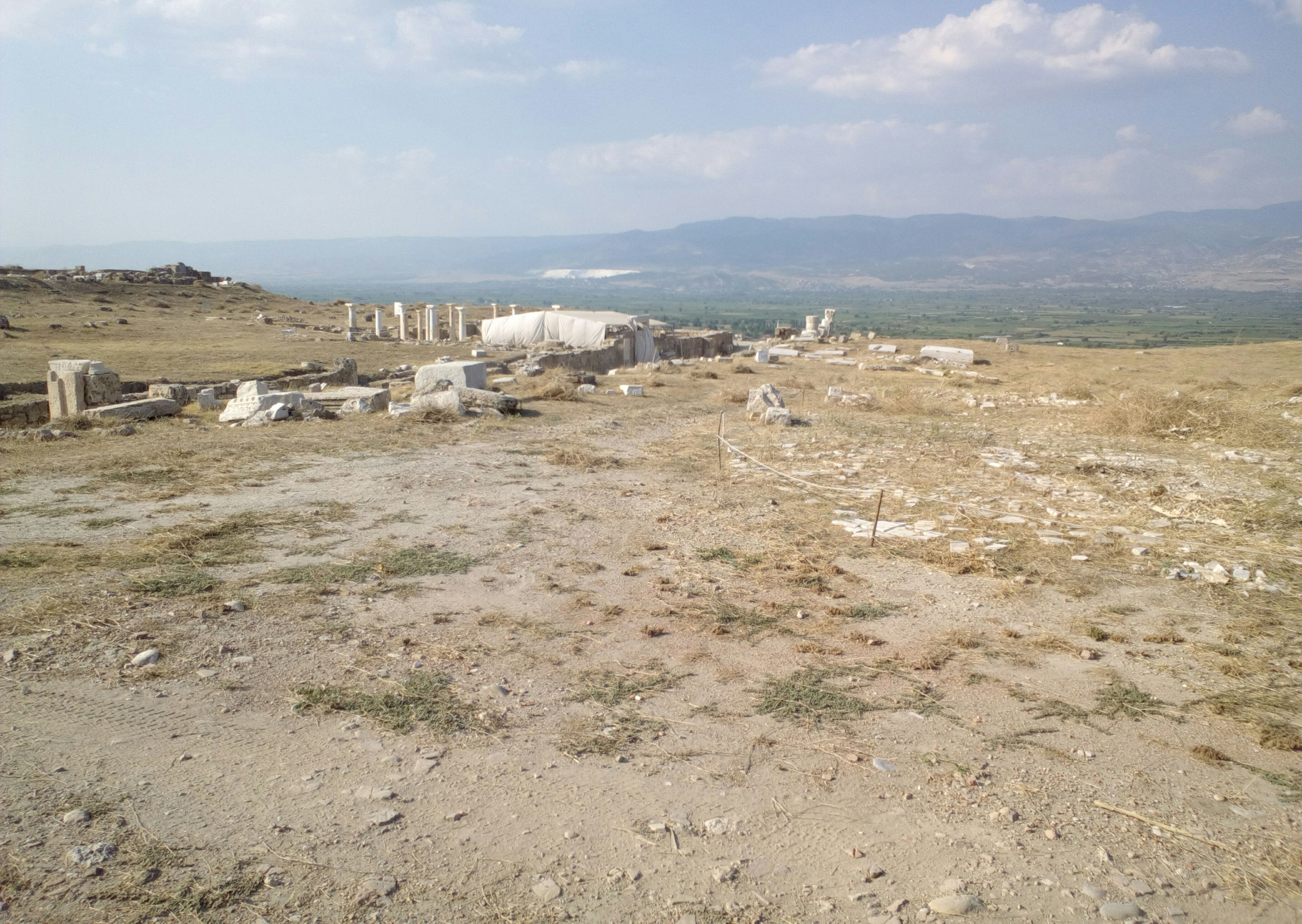
északi templom, háttérben Pamukkale fehér szikláival
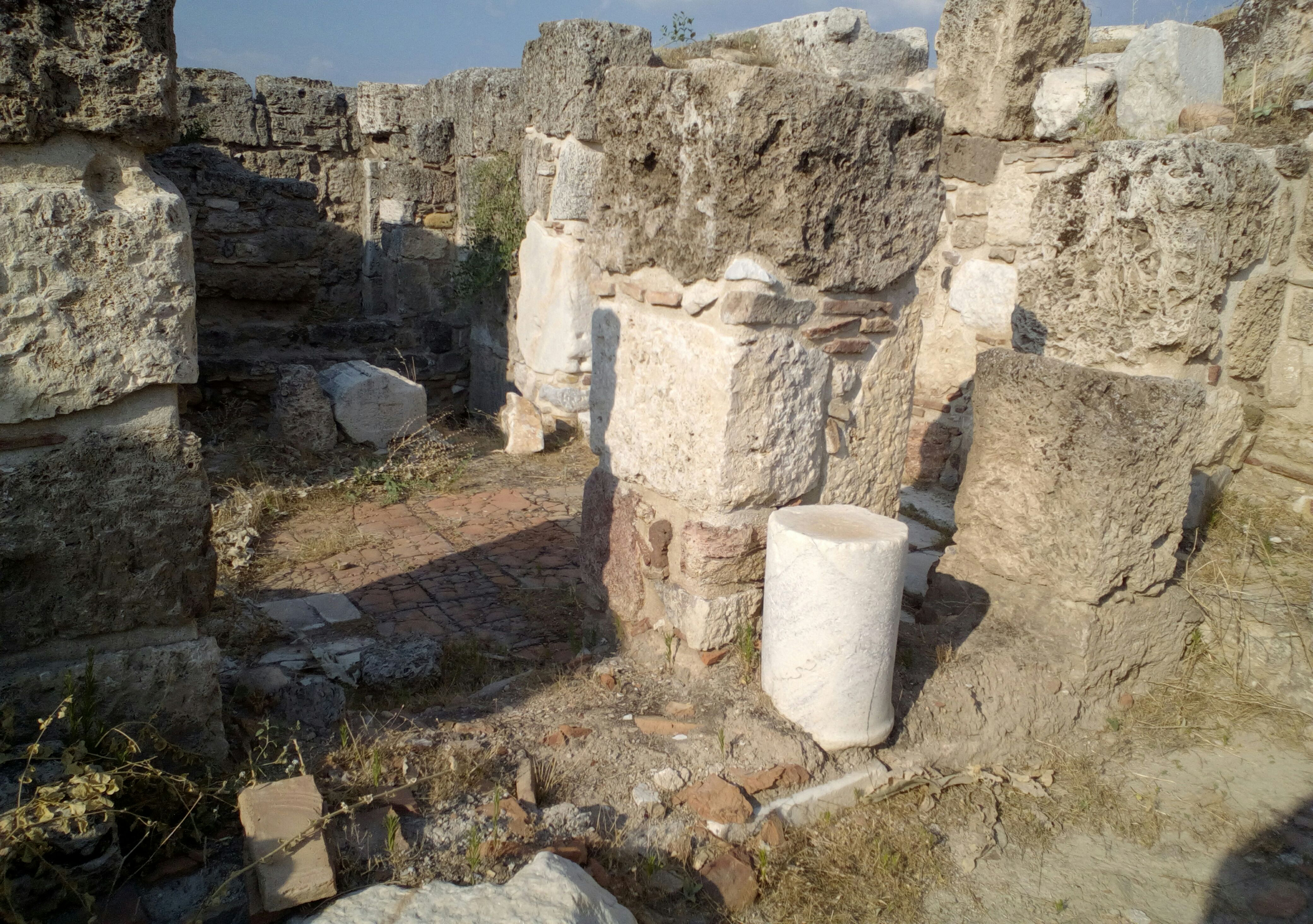
Caracalla fürdője
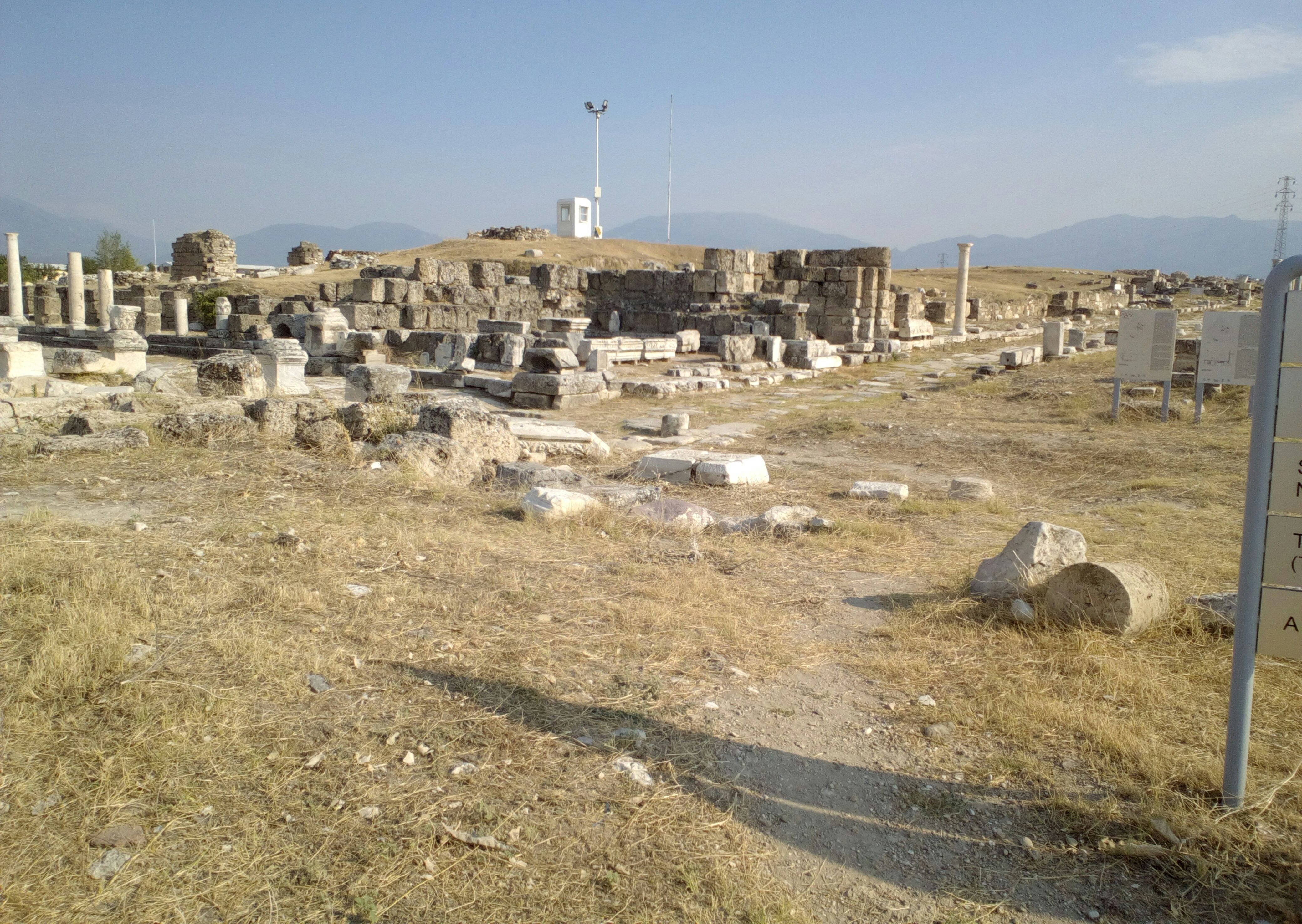
C-épület
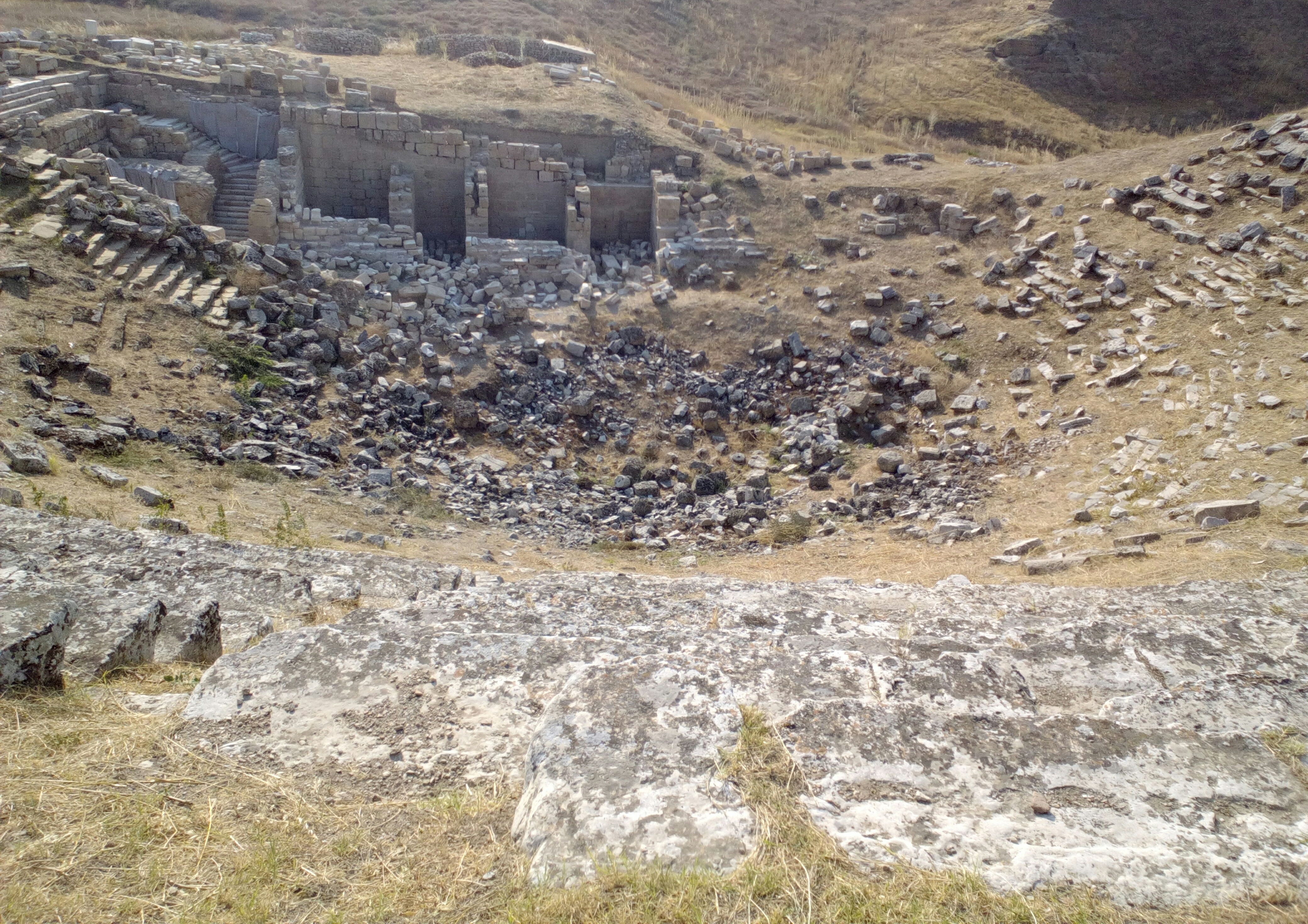
nyugati színház
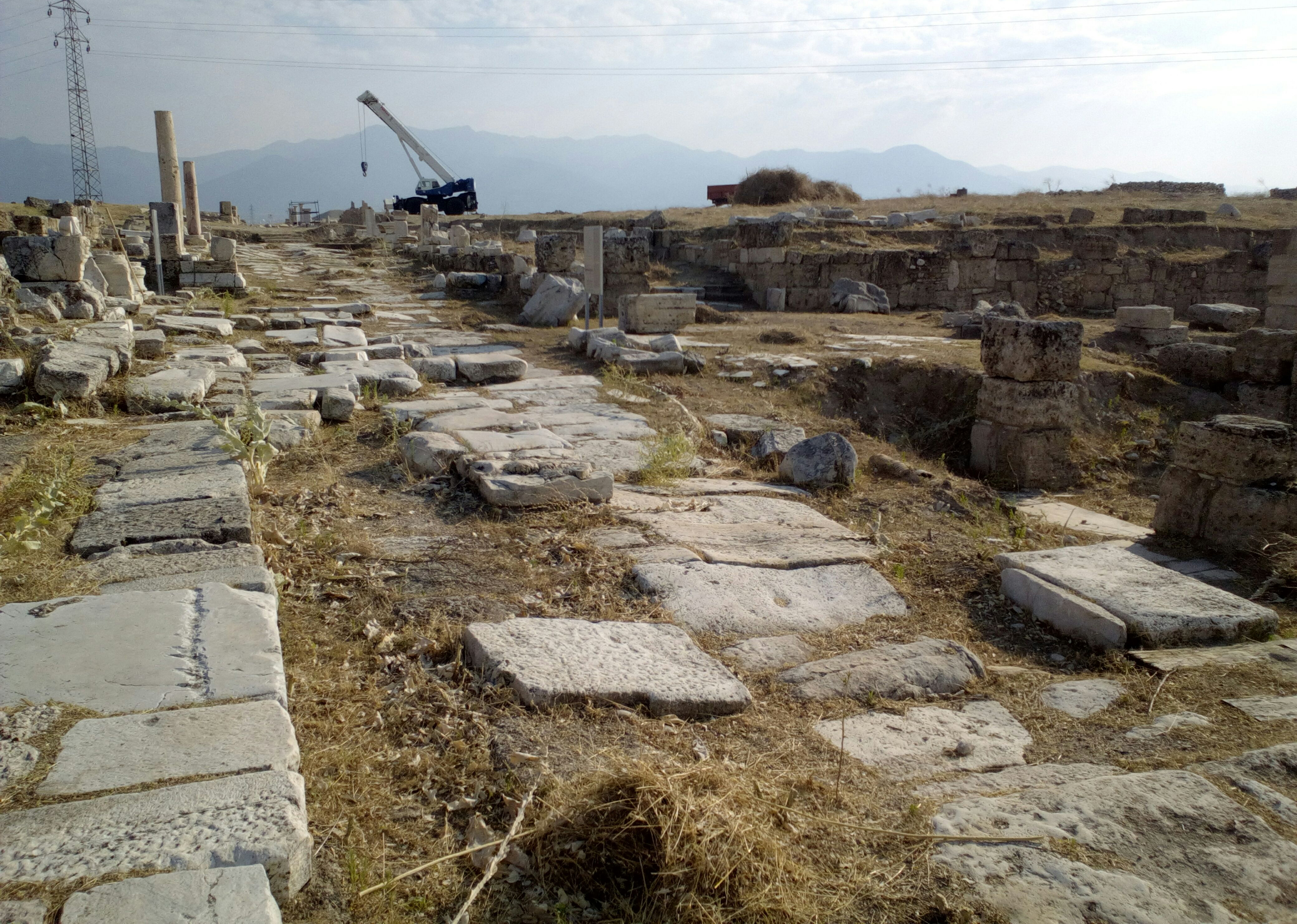
az epheszoszi kapuhoz vezető epheszoszi út